# 葉爾梅克耶沃區

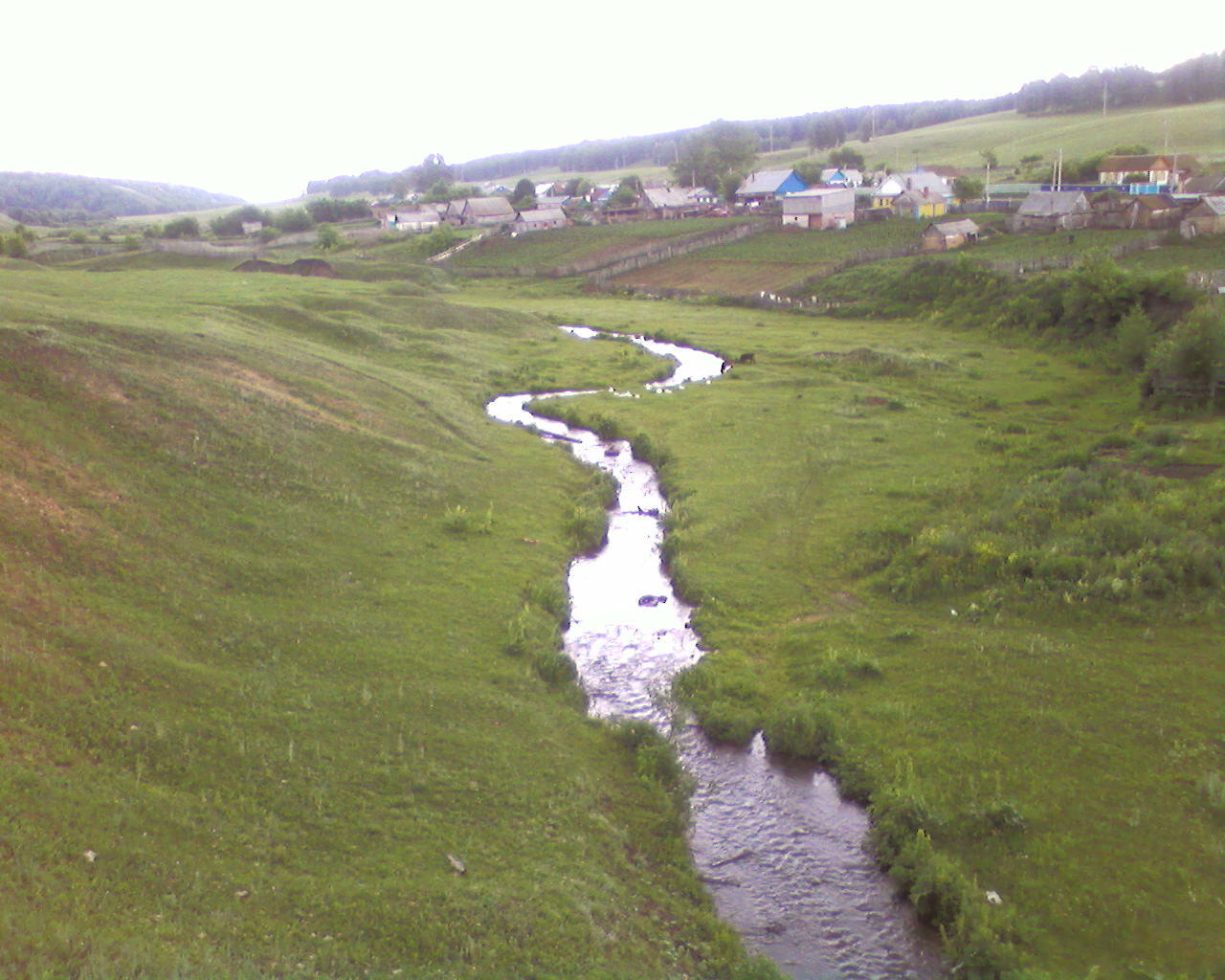

54°05′N 53°40′E / 54.083°N 53.667°E
葉爾梅克耶沃區（俄语：Ермекеевский район），是俄羅斯的一個區，位於該國西南部，由巴什科爾托斯坦共和國負責管轄，始建於1935年1月31日，面積1,437平方公里，2010年人口17,162，人口密度每平方公里11.94人。